# Makan Dioumassi
Makan Dioumassi (Parigi, 21 luglio 1972) è un ex cestista e allenatore di pallacanestro francese.

## Carriera
Con la Francia ha disputato i Giochi olimpici di Sydney 2000 e due edizioni dei Campionati europei (2001, 2003).